# Kondensation

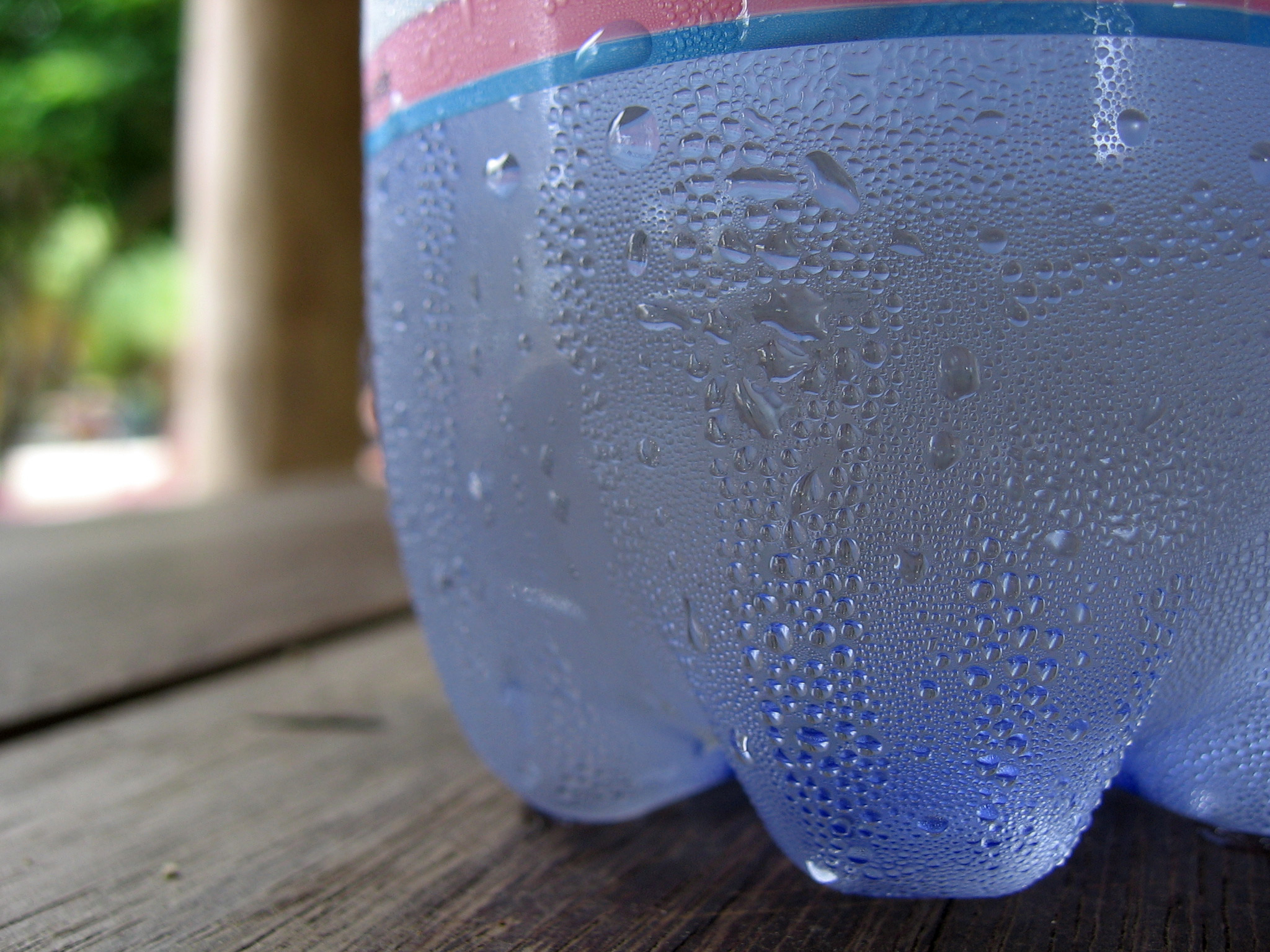
Kondensation von Luftfeuchtigkeit an einer kalten Flasche.

Kondensation ist der Übergang eines Stoffes vom gasförmigen in den flüssigen Aggregatzustand. Das Produkt einer Kondensation wird als Kondensat bezeichnet. Kondensierte Materie bezeichnet hingegen allgemein Materie in flüssiger oder fester Form. Die bei der Kondensation herrschenden Werte für Druck und Temperatur kennzeichnen den Kondensationspunkt. Bei der Kondensation wird Energie vom Kondensat an die Umgebung abgegeben. Diese Kondensationsenthalpie hat den gleichen Betrag wie die Verdampfungsenthalpie.
Kondensation ist ein wichtiger Prozess im Zusammenhang mit dem Wetter. Wolken, Nebel, Tau und Raureif entstehen durch die Kondensation von Wasser aus der Luft. In Dampfkraftwerken wird Wasser erst verdampft und dann nach Durchgang durch die Turbine in einem Kondensator wieder in den flüssigen Aggregatzustand versetzt. Handelsübliche Kühlschränke nutzen einen Kreislauf aus Verdampfung und Kondensation zum Transport von Wärme.
Das Gegenteil der Kondensation ist das Verdampfen, Sieden oder Verdunsten. Den Übergang von festen Stoffen auf den gasförmigen Zustand nennt man Sublimation, sein Gegenteil Resublimation. Im physikalischen Sprachgebrauch wird der Begriff Kondensation allgemeiner verwendet, siehe z. B. Kondensierte Materie oder Bose-Einstein-Kondensat.

## Thermodynamische Grundlagen
Je nach der Art des Nukleationsprozesses lassen sich zwei grundlegende Typen der Kondensation unterscheiden. Bedingung ist in jedem Fall, dass die Gasphase bezüglich des kondensierenden Bestandteils übersättigt ist. Vereinigen sich einzelne Gasteilchen bei ihrem Zusammentreffen innerhalb des Gases, so spricht man von einer homogenen Kondensation. Dazu ist es notwendig, dass sich ausreichend langsame Teilchen ohne Beteiligung von Grenzflächen zu größeren Strukturen zusammenfinden. Dieser Prozess ist nur bei einer hohen Übersättigung von in der Regel mehreren hundert Prozent möglich. Im Gegensatz dazu benötigt man bei der heterogenen Kondensation nur sehr geringe Übersättigungen von oft sogar unter einem Prozent. Diese Form der Kondensation erfolgt an bereits existierenden Oberflächen, also im Regelfall an in der Gasphase schwebenden festen Partikeln, den Kondensationskernen bzw. Aerosolteilchen. Diese fungieren in Bezug auf das jeweilige Gas als eine Art Teilchenfänger, wobei im Wesentlichen der Radius und die chemischen Eigenschaften des Partikels bestimmen, wie gut die Gasteilchen an ihm haften bleiben. Analog gilt dies auch für Oberflächen nicht partikulärer Körper, wobei man dann von einem Beschlag spricht.

## Kondensationsprozesse der Atmosphäre

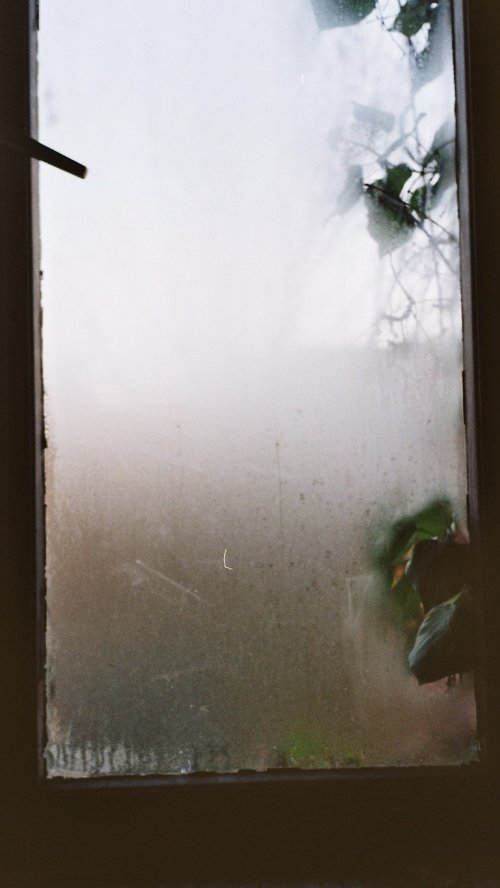
Kondensierter Wasserdampf an einer Fensterscheibe

Der Kondensation kommt im Falle des Wassers der Erdatmosphäre zusammen mit der Verdunstung eine gesonderte Bedeutung zu, da der Phasenübergang zwischen Wasserdampf und flüssigem Wasser ein grundlegender Prozess des natürlichen Wasserkreislaufs sowie des Wetters überhaupt ist. Auf makrophysikalischer Ebene sind hier allein schon die Umsatzmengen enorm, da das atmosphärische Wasser mit rund 13·1015 kg eine mittlere Verweildauer von nur rund 10 Tagen besitzt, also auch innerhalb dieses Zeitraums im Wesentlichen über die Kondensation umgesetzt wird. Dabei ist die Kondensation der Grundprozess jeder Bildung von flüssigem Niederschlag aus Wasserdampf sowie der Nebel- und Wolkenbildung. Über die freiwerdende Kondensationsenthalpie (früher auch latente Wärme genannt) wird dabei auch der Wärmehaushalt der Erde entscheidend mitgeprägt.
Auf mikrophysikalischer Ebene sind die Kondensationsprozesse jedoch wie gezeigt sehr komplex und entziehen sich der exakten Vorhersagbarkeit. Dabei kommt es in der Atmosphäre praktisch ausschließlich zur heterogenen Nukleation, also in diesem Fall der Bildung von Wassertröpfchen aus der Luft heraus. Die hierfür notwendige Übersättigung der Luft muss nach den jeweils herrschenden Bedingungen unterschiedlich stark sein, um eine Kondensation hervorzurufen. Sie kann einerseits durch eine Erhöhung der absoluten Luftfeuchtigkeit im Zuge der Verdunstung bzw. Sublimation und andererseits durch eine Reduktion der Lufttemperatur erreicht werden. Dabei dominiert die Abkühlung, speziell die adiabatische, also eine Verminderung der maximalen Feuchte, die die Luft imstande ist aufzunehmen. Ist der Durchmesser der Aerosolteilchen über grob 1 μm groß, so reichen schon oft Übersättigungen von wenigen Zehntel Prozent aus. Weiterhin ist es bedeutend, ob die Oberfläche der Partikel hydrophile oder hydrophobe Eigenschaften aufweist, die die Anlagerung von Wasserdampfteilchen erleichtern bzw. erschweren. Ebenso bedeutsam ist selbstverständlich die Konzentration der Aerosolteilchen in der Gasphase.
Die meteorologische und klimatologische Aerosolforschung muss also eine ganze Palette von Einflussfaktoren berücksichtigen, wobei zusätzlich zu den schon betrachteten noch andere Faktoren wie das räumliche und zeitliche Auftreten der Aerosolpartikel hinzu kommen. All diese Faktoren müssen dabei miteinander in Bezug gesetzt werden, um zu einem richtigen Verständnis von Prozessen der Niederschlags- und Wolkenbildung zu kommen, die wiederum Einfluss auf den Wasser- und Strahlungshaushalt haben. Dies ist zwar auf qualitativer Ebene recht gut möglich, der quantitative Einfluss dieser Parameter vor allem auf globaler Ebene ist jedoch schwer zu ermitteln und bildet einen Unsicherheitsfaktor in allen Klimamodellen.

## Technische Anwendungen

### Dampfkraftwerk
In Dampfkraftwerken wird der Abdampf aus der Dampfturbine am Kondensator weiter abgekühlt und zu Wasser kondensiert. Dieses Wasser wird erneut als Speisewasser für den Dampferzeuger verwendet. Damit ergibt sich ein geschlossener Kreislauf.

### Heizungsnetze
In Chemiefabriken ist die Kondensation von Wasserdampf eine wirtschaftlich bedeutende Größe, da die Energieversorgung für chemische Prozesse mit Wasserdampf erfolgt. Nach Abgabe der thermischen Energie liegt kondensiertes Wasser vor, das über Ringleitungen gesammelt wird. Dieses im Normalfall „reine“ Wasser wird nach Qualitätskontrollen und eventueller Aufbereitung wieder dem Dampferzeuger als sogenanntes Speisewasser zur Erzeugung von Dampf zugeführt. Durch eine solche Kondensatrückführung lassen sich massive Einsparungen erzielen. 
Auch Heiznetze in Eisenbahnzügen oder Gebäuden verwend(et)en teilweise Nassdampf zum Wärmetransport. Die Heizkörpertemperatur stellt sich von selbst auf max. ca. 100 °C (Kondensationstemperatur des Wassers bei den verwendeten geringen Überdrücken) ein.

### Rauchgaskondensation
Abgase aus der Verbrennung fossiler Brennstoffe, biogener Materialien und Hausmüll enthalten hohe Anteile von Wasserdampf.
In modernen Feuerungsanlagen wird das Abgas in einem Kondensator abgekühlt. Dabei steht die Nutzung der latenten Wärme des Dampfanteils im Vordergrund. Das abgeschiedene Kondensat enthält neben dem Wasser weitere Begleitstoffe, deren Abgabe über das Abgas in die Atmosphäre durch die Rauchgaskondensation vermindert wird.

### Kühlung
In Wintergärten können Überhitzung oder Zugluftprobleme durch ein sogenanntes „Hypotauscher“-System vermieden werden, bei dem die warme Luft im Wintergarten Wasser verdunstet und die aufgestiegene feuchte Luft an der höchsten Stelle des Wintergartens abgesaugt wird und durch Hypokausten-Rohre am kälteren Boden geleitet wird, worauf dort der Wasserdampf kondensiert und die freigesetzte Kondensationsenthalpie an den Boden abgegeben wird. Ähnlich funktionieren auch Klimaanlagen, die die Verdunstungswärme von Wasser nutzen.

### Entfeuchtung
Zur Trocknung der Baufeuchte in Neubauten und zur Mauertrockenlegung und für Nassräume, in denen hohe Mengen an Wasserdampf anfallen (Schwimmbäder) werden oft Luftentfeuchter eingesetzt. Diese kondensieren den Wasserdampf aus eingesaugter Raumluft, die das Gerät verlassende getrocknete Luft kann dann wieder Feuchtigkeit aufnehmen. Ähnlich funktionieren Kondensationstrockner die zum Trocknen von Wäsche eingesetzt werden.

### Abgasreinigung
In der Abgasreinigung werden Kondensationsverfahren insbesondere zur Abscheidung und Wiedergewinnung von Lösungsmitteln eingesetzt. Da diese häufig sehr niedrige Taupunkttemperaturen aufweisen, werden Kondensationskühler in der Regel als Vorabscheider vor einer weiteren Reinigungsstufe eingesetzt. Als alleinige Abscheidestufe sind Kondensationsverfahren zumeist nicht in der Lage, Emissionsgrenzwerte einzuhalten.

### Tabakkonsum
In den Atemwegen bis hinein zu den Lungenbläschen von aktiven wie passiven Rauchern schlägt sich Kondensat von Tabakrauch nieder. Auch auf Fensterglas und Wänden und Möbeln, besonders anziehend wirkten Bildschirme von Röhren-Fernsehgeräten, da sie sich elektrisch aufluden.

### Destillation
Destillation ist ein thermisches Trennverfahren. Man kann damit verdampfbare Flüssigkeiten mit verschiedenen Siedepunkten voneinander trennen, zum Beispiel Alkohol von Wasser. 
Man bringt das Ausgangsgemisch (zum Beispiel Wein) zum Sieden; der entstehende Dampf wird in einem Kondensator durch Abkühlen wieder verflüssigt.
Die Bildung von Azeotropen steht der vollständigen Trennung von bestimmten Stoffpaarungen wie etwa Wasser und Alkohol alleine durch Destillation entgegen.

### Nebelkondensation
Die Wassergewinnung durch Nebelkondensation mittels Nebelkollektoren (Fog Collectors) wird heute in vielen Ländern zur Wiederaufforstung durch Brand oder Wassermangel geschädigter Gebiete sowie zur Gewinnung von Trinkwasser genutzt.